# Caria plutargus
Caria plutargus är en fjärilsart som beskrevs av Fabricius 1793. Caria plutargus ingår i släktet Caria och familjen Riodinidae. Inga underarter finns listade i Catalogue of Life.